# Верещаківська сільська рада
Вереща́ківська сільська́ ра́да — адміністративно-територіальна одиниця та орган місцевого самоврядування в Лановецькому районі Тернопільської області. Адміністративний центр — село Верещаки.

## Загальні відомості
- Територія ради: 1,7 км²
- Населення ради: 895 осіб (станом на 2001 рік)

## Населені пункти
Сільській раді були підпорядковані населені пункти:
- с. Верещаки
- с. Коржківці

## Склад ради
Рада складалася з 15 депутатів та голови.
- Голова ради: Кучер Галина Михайлівна

### Керівний склад попередніх скликань
| Прізвище, ім'я, по батькові | Основні відомості                                                 | Дата обрання | Дата звільнення |
| --------------------------- | ----------------------------------------------------------------- | ------------ | --------------- |
| Пенцак Микола Васильович    | Сільський голова, 1944 року народження                            | 26.03.2006   | 31.10.2010      |
| Кучер Галина Михайлівна     | Сільський голова, 1963 року народження, освіта вища, позапартійна | 31.10.2010   |                 |

Примітка: таблиця складена за даними сайту Верховної Ради України

### Депутати
За результатами місцевих виборів 2010 року депутатами ради стали:

#### За суб'єктами висування
| Суб'єкт висування                                       | Кількість обраних депутатів | %    |
| ------------------------------------------------------- | --------------------------- | ---- |
| Самовисування                                           | 10                          | 66,7 |
| Політична партія Всеукраїнське об'єднання «Батьківщина» | 4                           | 26,7 |
| Єдиний Центр                                            | 1                           | 6,7  |

#### За округами
| № округу                                                | Прізвище, ім'я, по батькові   | Дата визнання обраним | Освіта             | Партійна приналежність                        | Відомості про обраного депутата                                              |
| ------------------------------------------------------- | ----------------------------- | --------------------- | ------------------ | --------------------------------------------- | ---------------------------------------------------------------------------- |
| Єдиний Центр                                            |                               |                       |                    |                                               |                                                                              |
| 1                                                       | Шмир Андрій Юрійович          | 05.11.2010            | незакінчена вища   | позапартійний                                 | тимчасово не працює                                                          |
| Політична партія Всеукраїнське об'єднання «Батьківщина» |                               |                       |                    |                                               |                                                                              |
| 5                                                       | Павлюк Степан Сергійович      | 05.11.2010            | середня спеціальна | позапартійний                                 | тимчасово не працює                                                          |
| 10                                                      | Шмир Михайло Михайлович       | 05.11.2010            | середня спеціальна | позапартійний                                 | тимчасово не працює                                                          |
| 13                                                      | Романюк Андрій Павлович       | 05.11.2010            | середня спеціальна | позапартійний                                 | м. Тернопіль фірма «Агрокосм», різноробочий                                  |
| 14                                                      | Лізун Галина Миколаївна       | 05.11.2010            | середня спеціальна | член Всеукраїнського об'єднання «Батьківщина» | тимчасово не працює                                                          |
| Самовисування                                           |                               |                       |                    |                                               |                                                                              |
| 2                                                       | Хом'як Ніна Григорівна        | 05.11.2010            | вища               | член Української Народної Партії              | Верещаківська сільська рада, секретар                                        |
| 3                                                       | Хом'як Василь Васильович      | 05.11.2010            | незакінчена вища   | позапартійний                                 | тимчасово не працює                                                          |
| 4                                                       | Гренжалюк Олександр Тарасович | 05.11.2010            | незакінчена вища   | член Народної партії                          | тимчасово не працює                                                          |
| 6                                                       | Мартинюк Василь Іванович      | 05.11.2010            | середня спеціальна | позапартійний                                 | тимчасово не працює                                                          |
| 7                                                       | Пенцак Галина Йосифівна       | 05.11.2010            | вища               | позапартійна                                  | Верещаківське відділення зв'язку, начальник                                  |
| 8                                                       | Комар Оксана Григорівна       | 05.11.2010            | вища               | член Української Народної Партії              | Верещаківська сільська рада, бухгалтер                                       |
| 9                                                       | Притула Тетяна Петрівна       | 05.11.2010            | вища               | позапартійна                                  | Верещаківський комунальний дошкільний навчальний заклад, помічник вихователя |
| 11                                                      | Пенцак Галина Василівна       | 05.11.2010            | середня спеціальна | позапартійна                                  | тимчасово не працює                                                          |
| 12                                                      | Лащенко Світлана Степанівна   | 05.11.2010            | середня спеціальна | позапартійна                                  | Верещаківський комунальний дошкільний навчальний заклад, кухар               |
| 15                                                      | Ящук Неоніла Василівна        | 05.11.2010            | середня            | позапартійна                                  | Лановецький територіальний центр, соціальний працівник                       |